# 泽州府衙
澤州府衙，又稱澤州府行政公署，是当时泽州府的办公场所（类似于今天的市政府）。现址位於中國山西省晉城市城區西街街道北大街社区的府衙街正北。

## 歷史
澤州府衙興建於元代至正五年（1345年），其后，於明太祖洪武二年（1369年）重建，明憲宗成化中期重修。至清康熙年間曾重修大堂、東西六房、譙樓等建筑。 雍正十三年（1735年），澤州府知府朱樟重修譙樓。

## 建築環境
府公署大門前建有譙樓 （页面存档备份，存于）、通道門和用作府署大門的過譙門，內設有儀門、大堂、宅門等。
其宅門後复设二堂、三堂。
府衙內設有三班六房。
此外，其前设圖書樓，內設庫房、織造局、特快房、經歷司署等。
最北面建有更樓 （页面存档备份，存于）。 